# Topolnița, Blagoevgrad
Topolnița (în bulgară Тополница ) este un sat în Obștina Petrici, Regiunea Blagoevgrad, Bulgaria.

## Demografie
Componența etnică a satului Topolnița
     Bulgari (90,13%)
     Nicio identificare (9,86%)
     Altele (0%)
La recensământul din 2011, populația satului Topolnița era de 760 locuitori. Din punct de vedere etnic, majoritatea locuitorilor (90,13%) erau bulgari. Pentru 9,86% din locuitori nu este cunoscută apartenența etnică.